# Бальберге
Бальберге (нем. Baalberge) — община в Германии, в земле Саксония-Анхальт. 
Входит в состав района Зальцланд.  Население составляет 1405 человек (на 31 декабря 2006 года). Занимает площадь 9,64 км².